# 自由軟體社群
自由軟體社群是一種非正式的說法，指自由軟體的使用者和開發者，也指自由軟體運動的支持者。讓一些自由軟體社群成員非常沮喪的是，這一運動有時被認為是開源軟體社群。Linux社群是自由軟體社群中的一個小組。

## 歷史
當自由軟體運動開始於1983年，該社群的用戶多是研究人員和電腦程式設計師。
1990年代晚期，當自由軟體變得更加易用，很多公司成為自由軟體的用戶、經營商和開發者。

## 聯絡結構
多數聯繫通過網際網路上的郵件列表、wiki和論壇，有些經過討論完成。這也可以被看作是軟體開發模式的廣泛應用。
自由軟體社群參與的著名網站有Slashdot、LWN和Newsforge，儘管這些網站並非完全由自由軟體社群使用。
討論組包括GUADEC、Akademy、自由及開源軟體開發者歐洲會議、FISL、LinuxTag、linux.conf.au和LinuxWorld Conference and Expo。

## 識別特徵
一些價值觀幾乎是共有的——這包括對於技術問題的公開討論偏好以及反對軟體專利和DMCA的一部分。

## 爭論
一些爭論在激烈的「信仰戰爭」，例如在1980年代和1990年代初的技術爭論，遍及Emacs和Vi/Vim中哪個文本編輯器更好，甚至是GNU Emacs和XEmacs相比，哪個版本的文本編輯器更好。
其他爭論存在過於命名。這可能出現在由於在歷史精確性上不同的觀點、哲學背景或認可，比如對自由軟體替代說法和GNU/Linux命名爭論。還可能因為商業模塊和商標使用的爭論，就像對Debian還是Mozilla命名的爭論。

## 公司進入團體
由於一些像Linux、Apache HTTP Server、Mozilla Firefox和OpenOffice.org自由軟體的成功，很多公司開始與自由軟體社群互動。困難包括對自由軟體協議的選擇，和對哪些軟體將被選擇作為自由軟體釋出。
一個比較成功地進入自由軟體社群的例子是昇陽電腦2000年7月19日在GNU較寬鬆公共許可證下對StarOffice的釋出，和在這個基金會繼續對OpenOffice.org的開發。由於當時沒有成熟的辦公套件，這個行動被該社區熱情地接受。Sun對這個社群偏愛的協議的使用也是受歡迎的，因為這個協議允許原始碼與其他項目共享。
一個更難以進入的例子是Real Networks。Real Networks創造了自己的協議，只釋出了他們軟體套件的一部分。最值得注意的是，編解碼器——觀看RealVideo的文件——沒有釋出。

## 外部連結
- The Free Software Community After 20 Years （页面存档备份，存于）, by Richard Stallman
- International Workshop on Emerging Trends in FLOSS Research and Development, 21 May 2007 - joined with ICSE 2007
- Debian related free software surveys （页面存档备份，存于）
- 臺灣自由/開放軟硬體社群列表 （页面存档备份，存于）